# عمارة إنتفاخية

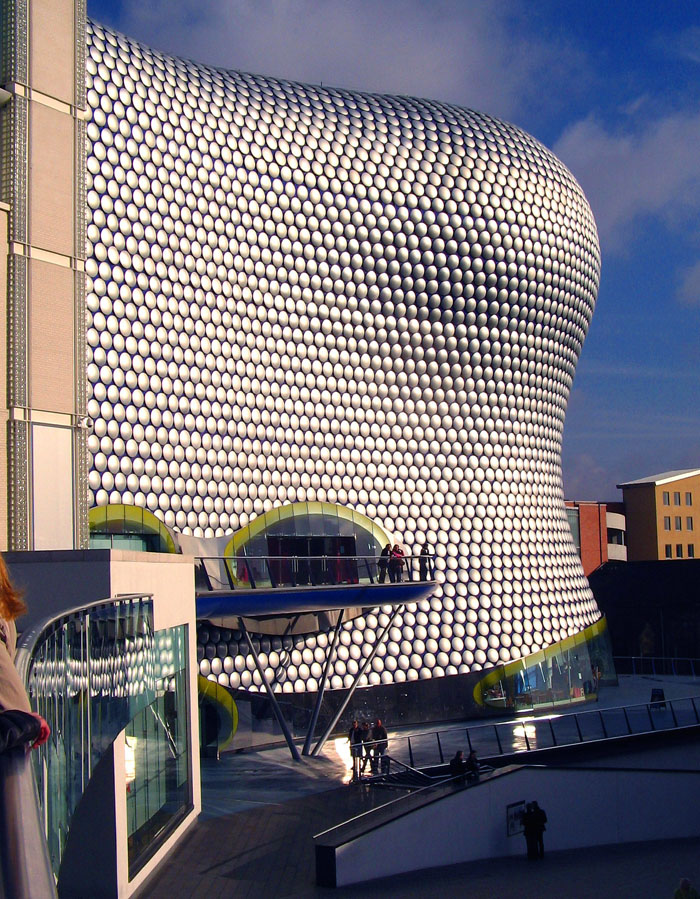
مبنى "سيلفريدجز" في برمنغهام، إنجلترا. من الأملثة على العمارة الانتفاخية.

العمارة الانتفاخية (بالإنجليزية: Blobitecture أو Blob architecture) هو مصطلح يصف حركة معمارية تتخذ المباني فيها شكلا عضويّا أو أميبيّا. بالرغم من أن مصطلح "Blob architecture" كان متداولا في منتصف تسعينات القرن العشرين، إلا أن كلمة "Blobitecture" لم تظهر في الطباعة إلا بعد عام 2002، حيث كان أول استخدام لها في مقالة في مجلة نيويورك تايمز، فأصبحت بعدها غالبا ما تُستخدم لوصف المباني ذات الأشكال المنحنية والدائرية. ويُعد كل من المعماريين فرانك جيري والسير نورمان فوستر، من أهم رواد هذه الحركة المعمارية في أوروبا والعالم.

## أصل التسمية
قام المعمار جريج لين بصياغة مصطلح «العمارة الانتفاخية» في عام 1995 خلال تجاربه في التصميم الرقمي باستخدام برامج جرافيك ميتابولية. بدأ بعدها بوقت قليل عدد من المعماريين ومصممي الأثاث بتجربة هذه البرامج لتكوين أشكال جديدة وغير اعتيادية. وبالرغم من مظهرها العضوي، فإن تصميمم المباني الانتفاخية غير وارد دون استخدام برامج الحاسوب المتطورة.

## نماذج مبنية

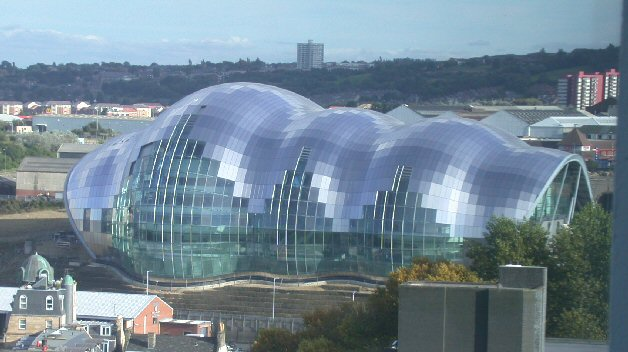
مبنى "سيج جيتشيد" في جيتشيد، إنجلترا. من تصميم المعمار نورمان فوستر.

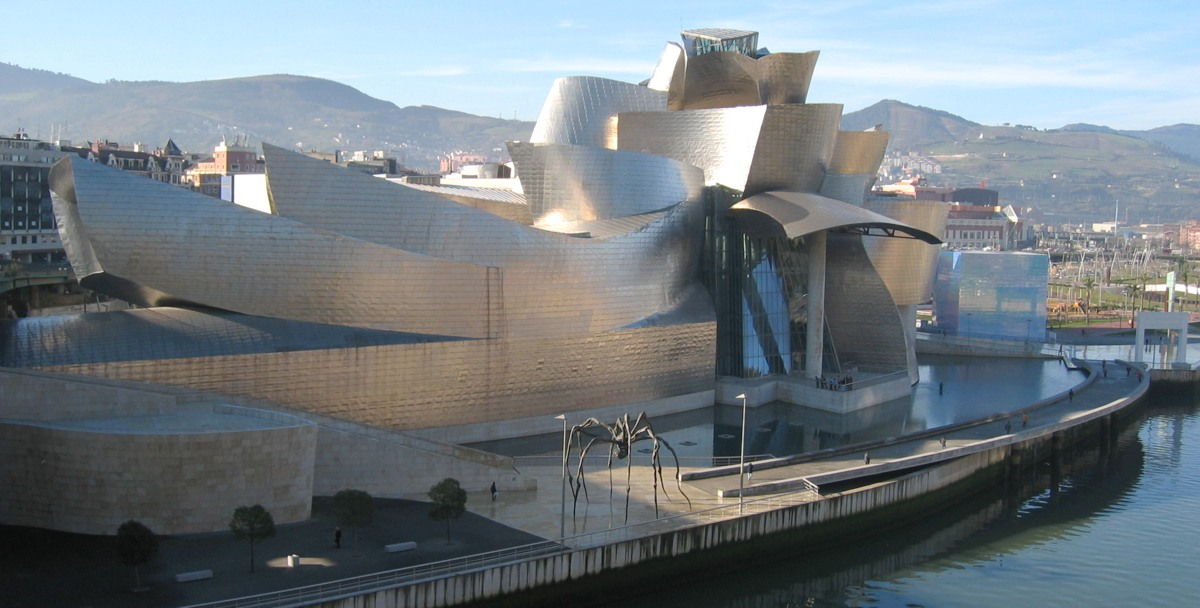
متحف غوغنهايم في بلباو، إسبانيا. من تصميم المعمار فرانك جيري.

بالرغم من التفسير الصعب لمصطلح «العمارة الانتفاخية» (على سبيل المثال التفسيرات عبر الحاسوب)، إلا أن هذه الكلمة وخاصة في اللغة الدارجة، قد أصبحت متداولة بشكل واسع بأشكالها الغريبة بما فيها المباني التي صممها المعمار فرانك جيري، مثل متحف غوغنهايم بلباو عام 1997، ومشروع تجربة الموسيقى (EMP) عام 2000، بالرغم من إن تلك المباني لم تكن مبان إنتفاخية بشكل كامل، حتى لو إنها صُممت عبر برامج هندسية متطورة مثل كاتيا. وكان السبب وراء ذلك أنها قد صممت من نماذج مصغرة بدلا من المعالجة بالحاسوب. وقد تم بناء أول مبنى انتفاخي بشكل كامل في العالم في هولندا بتصميم من قبل المعماريين لارس سبيبرويك (Lars Spuybroek) و Kas Oosterhuis، وقد سُمي «فسطاط الماء» (1993-1997)، والذي صُنع شكله بشكل كامل على الحاسوب عبر أدوات حاسوبية وبرامج تصميم داخلي تفاعلية وإلكترونية، حيث الصوت والضوء يمكن أن ينتقلان بواسطة الزوار.
هناك مباني آخرى يمكن اعتبارها أمثلة عن الشكل الأميبي، مثل مبنى Kunsthaus Graz في النمسا للمعماريين Peter Cook و Colin Fournier، ومبنى Xanadu House الذي تم بناؤه عام 1979 للمعمار Roy Mason. بحلول عام 2005، قام المعمار نورمان فوستر باقحام نفسه بالعمارة الانتفاخية في عدة مبان في أوروبا مثل سيج جيتشيد في إنجلترا، وجامعة برلين الحرة في ألمانيا.

## جاليري

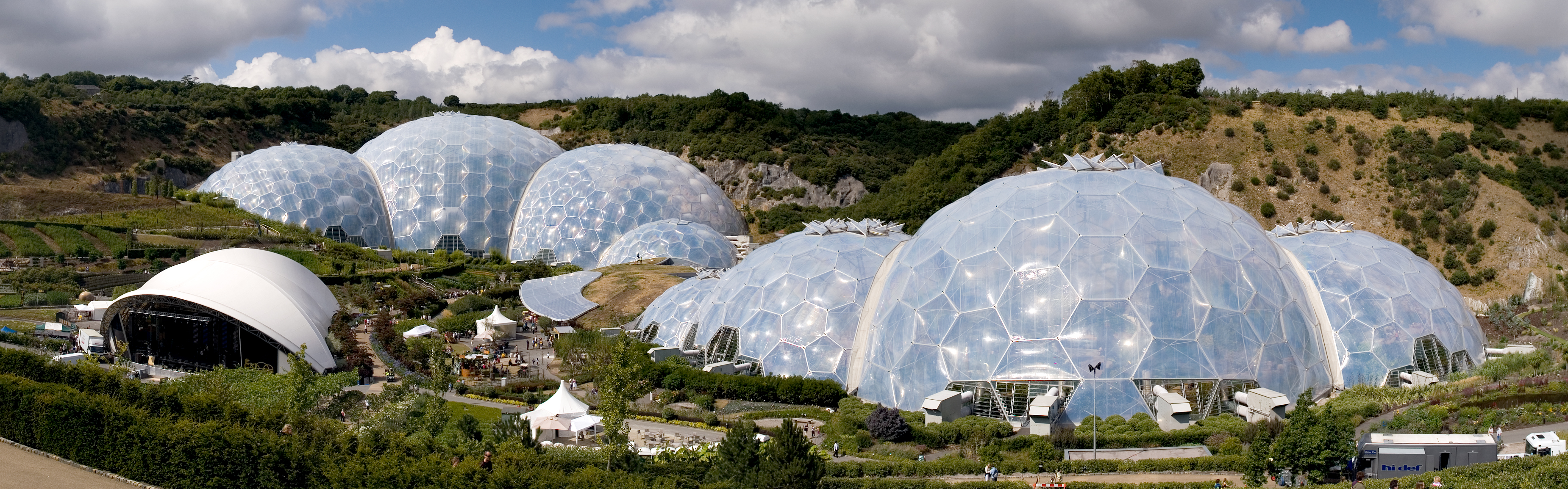
مشروع عدن في كورنوال، المملكة المتحدة.

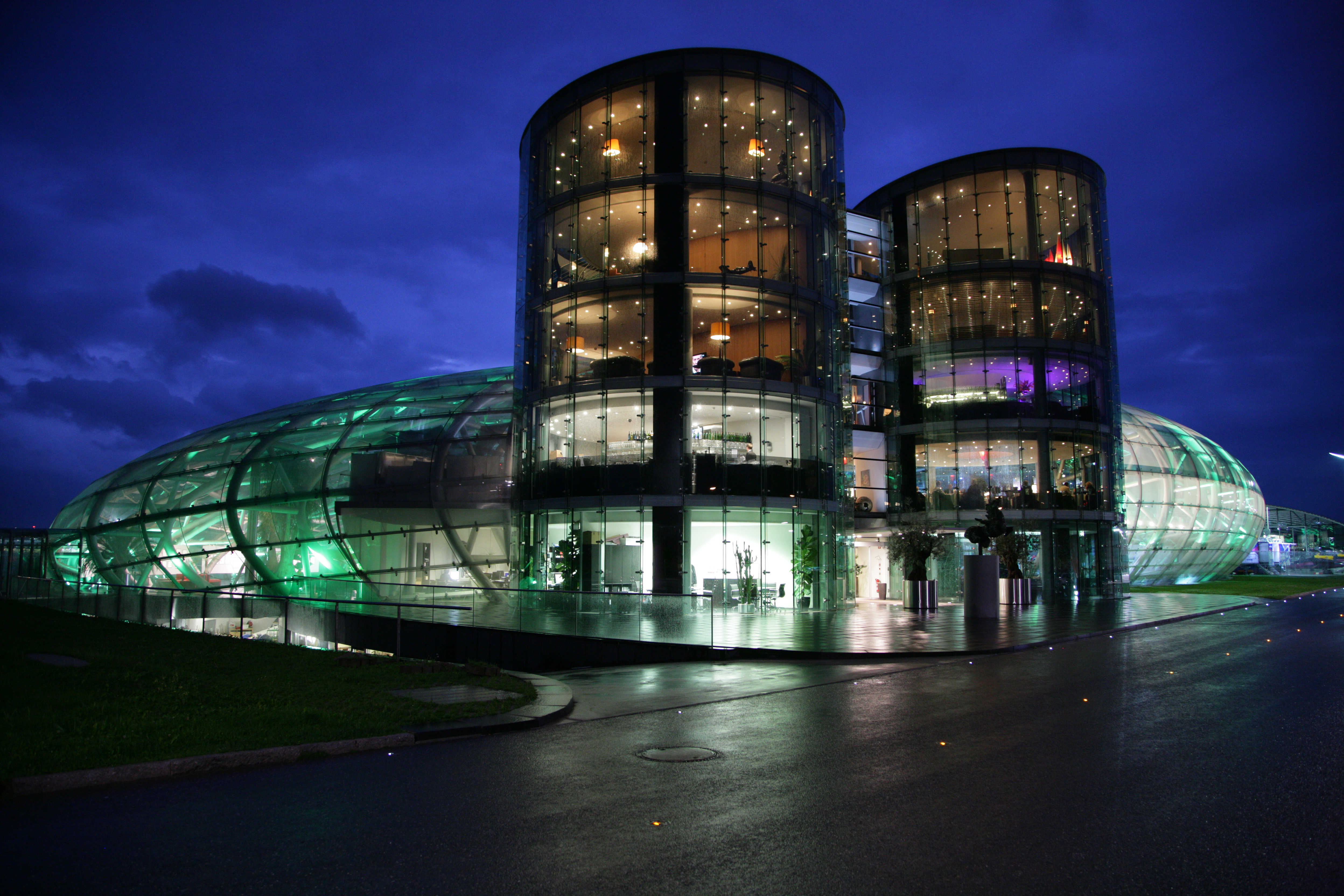
"الكرة الحمراء" في سالزبورغ
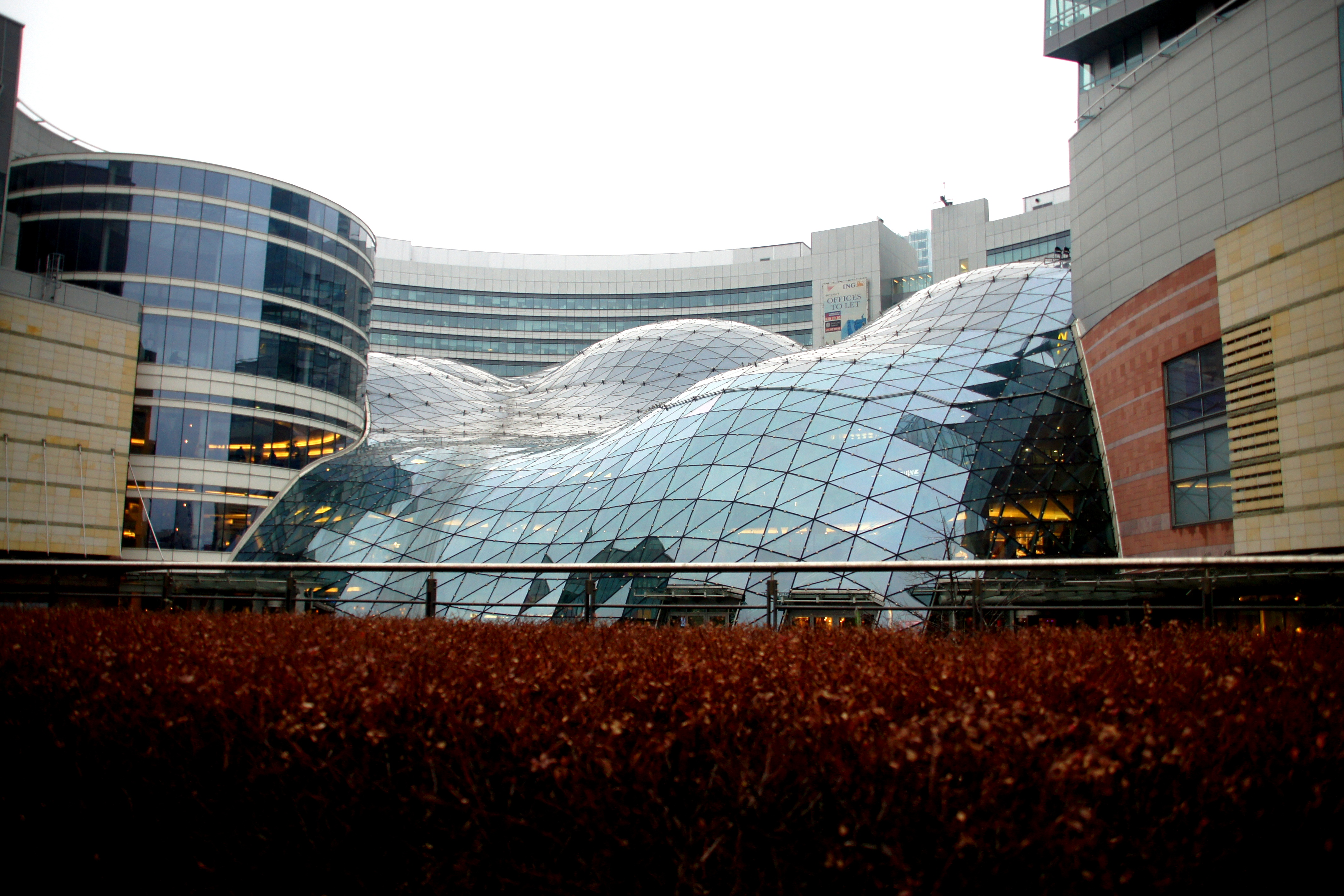
"الشرفة الذهبية" في وارسو

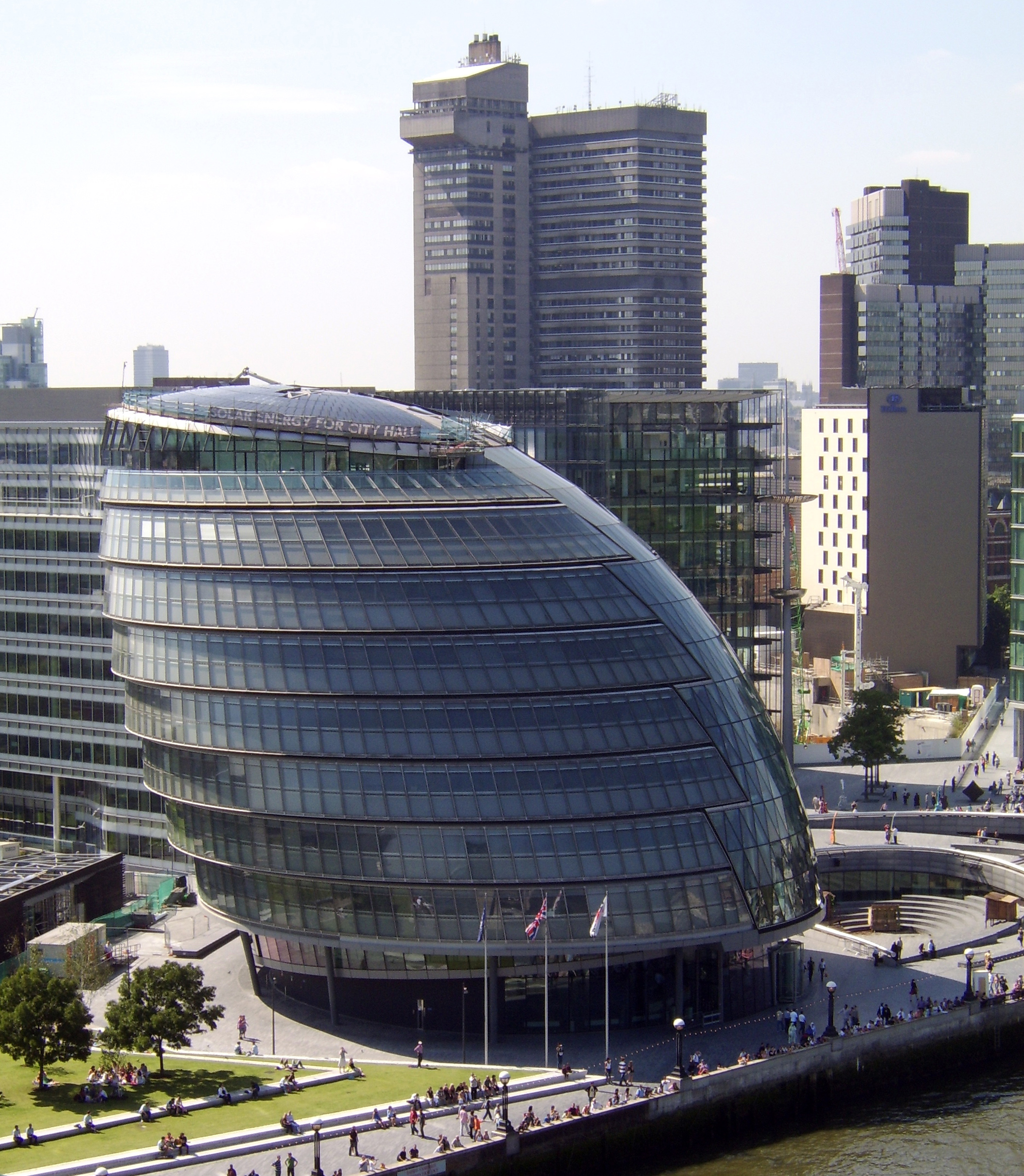
London City Hall by Sir Norman Foster, لندن, United Kingdom

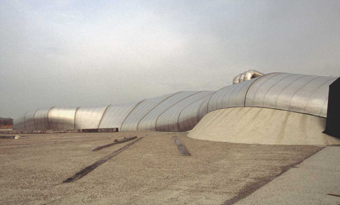
"فسطاط الماء" في هولندا